# Shanghai Shenhua F.C.
Shanghai Shenhua F.C. (kinesisk: 上海申花足球俱乐部, pinyin: Shànghǎi Shēnhuā Zúqiú Jùlèbù) er en professionel kinesisk fodboldklub fra Shanghai i Kina, der spiller i Chinese Super League. Shanghai Shenhua spiller sine hjemmekampe på Shanghai Stadion med en kapacitet på 72.000.
Shanghai er en af de fire klubber i den bedste række, som har aldrig blev nedrykket.

## Historie
Den 1. november 1951 blev klubben grundlagt med navnet Østkina af Shanghais sportsforbund.
Den 10. december 1993 blev klubben grundlagt og gjort professionelt ved hjælp af sponsorer.